# Заболотська сільська рада (Радомишльський район)
Заболотська сільська рада — колишня адміністративно-територіальна одиниця та орган місцевого самоврядування у Потіївському, Малинському і Радомишльському районах Малинської і Волинської округ, Київської й Житомирської областей Української РСР та України з адміністративним центром у с. Заболоть.

## Населені пункти
Сільській раді були підпорядковані населені пункти:
- с. Заболоть

## Населення
Відповідно до результатів перепису населення СРСР, кількість населення ради, станом на 12 січня 1989 року, становила 970 осіб.
Станом на 5 грудня 2001 року, відповідно до перепису населення України, кількість мешканців сільської ради становила 770 осіб.

## Склад ради
Рада складалася з 12 депутатів та голови.

## Керівний склад сільської ради
| ПІБ                           | Основні відомості                                                                       | Дата обрання | Дата звільнення |
| ----------------------------- | --------------------------------------------------------------------------------------- | ------------ | --------------- |
| Науменко Олександр Сергійович | Сільський голова, 1960 року народження, освіта, безпартійний                            | 26.03.2006   | 31.10.2010      |
| Науменко Олександр Сергійович | Сільський голова, 1960 року народження, освіта середня спеціальна, член Партії регіонів | 31.10.2010   |                 |

Примітка: таблиця складена за даними джерела

## Історія
Створена 1923 року в с. Заболоть Облітківської волості Радомисльського повіту Київської губернії. Станом на вересень 1924 року на обліку значаться хутори Заболоцький та Королівка. На 13 лютого 1928 року хутори Заболоцький та Королівка не перебувають на обліку населених пунктів.
Станом на 1 вересня 1946 року сільська рада входила до складу Радомишльського району Житомирської області, на обліку в раді перебувало с. Заболоть.
6 лютого 1956 року, відповідно до рішення Житомирського облвиконкому № 95 «Про перечислення окремих населених пунктів в межах Дзержинського, Барашівського і Радомишльського районів», до складу ради включено с. Ходори Мірчанської сільської ради. 5 березня 1959 року, відповідно до рішення Житомирського ОВК № 161 «Про ліквідацію та зміну адміністративно-територіального поділу окремих сільських рад області», до складу ради включено села Краснобірка та Красносілка Межиріцької сільської ради Радомишльського району.
На 1 січня 1972 року сільська рада входила до складу Радомишльського району Житомирської області, на обліку в раді перебували села Заболоть, Красногірка, Красносілка та Ходори.
12 серпня 1974 року, відповідно до рішення Житомирського ОВК № 342 «Про зміни в адміністративно-територіальному поділі окремих районів області в зв'язку з укрупненням колгоспів», с. Ходори передане до складу Меньківської сільської ради. 28 грудня 1990 року села Краснобірка та Красносілка підпорядковані відновленій Краснобірській сільській раді Радомишльського району.
Припинила існування 7 грудня 2017 року через об'єднання до складу Радомишльської міської територіальної громади Радомишльського району Житомирської області.
Входила до складу Потіївського (7.03.1923 р.), Радомишльського (13.03.1925 р., 4.01.1965 р.) та Малинського (30.12.1962 р.) районів.